# (11510) Borges
(11510) Borges est un astéroïde de la ceinture principale.

## Description
(11510) Borges est un astéroïde de la ceinture principale. Il fut découvert le 11 novembre 1990 à La Silla par Eric Walter Elst. Il présente une orbite caractérisée par un demi-grand axe de 2,85 UA, une excentricité de 0,08 et une inclinaison de 15,3° par rapport à l'écliptique.

## Compléments